# Quarreux
Quarreux, aussi orthographié Quareux, est un hameau de la commune d'Aywaille dans la province de Liège en Région wallonne (Belgique). 
Avant la fusion des communes, Quarreux faisait partie de la commune de Sougné-Remouchamps.

## Situation
Ce hameau ardennais se situe sur la partie inférieure du versant est et sur la rive droite de l'Amblève qui vient d'entrer dans les Fonds de Quareux. La partie sud du hameau est aussi traversée par le ruisseau de la Chefna qui se jette dans l'Amblève dès la sortie du hameau.

## Description
Quarreux étire sa trentaine d'habitations dont plusieurs chalets dans un environnement semi-boisé le long d'une petite route qui se raccorde à la route nationale 633 Aywaille - Trois-Ponts.
Le sentier de grande randonnée GR 571 traverse le hameau.
Légende « Le Moulin du Diable », Frédéric Kiesel.